# توتنهام هوتسبير موسم 2008–09
كان موسم 2008–09 هو الموسم السابع عشر لتوتنهام هوتسبير في الدوري الإنجليزي الممتاز، والموسم الحادي والثلاثين على التوالي في الدرجة الأولى من نظام الدوري الإنجليزي لكرة القدم والعام الـ126 في تاريخهم.
بعد إنهاء الموسم في المركز الحادي عشر بالدوري الإنجليزي الممتاز 2007–08، بدأ توتنهام الموسم تحت قيادة الإسباني خواندي راموس، الذي جاء ليحل محل مارتن يول في منتصف الموسم السابق. لكن بعد أن عانى توتنهام من أسوأ بداية في موسم الدوري في تاريخه، بلا أي فوز في ثماني مباريات بالدوري ونقطتين فقط، أقيل راموس وحل محله المدرب المخضرم هاري ريدناب، الذي قضى بسرعة على الهيكل القاري الذي أنشأه النادي خلال المواسم الماضية. تحسن أداء توتنهام في الدوري وظل إيجابيا بشكل عام حيث احتل المركز الثامن وهو ما يعد بعيدا كل البعد عن منطقة الهبوط التي احتلها توتنهام طوال الموسم. وصل توتنهام أيضًا إلى نهائي كأس الرابطة، وباعتباره حامل اللقب، واجه مانشستر يونايتد متصدر الدوري لكنه خسر 4–1 بركلات الترجيح. بمتوسط حضور 35,929، حصل توتنهام على المركز التاسع من حيث أعلى نسبة حضور في الدوري الإنجليزي الممتاز.
ضم توتنهام 15 لاعباً من خلال الانتقالات وباع 19 لاعباً خلال فترتي الانتقالات الصيفية والشتوية.